# Канада на летних Олимпийских играх 2004
Канада принимала участие в Летних Олимпийских играх 2004 года в Афинах (Греция) в двадцать третий раз за свою историю, и завоевала три бронзовые, шесть серебряных, три золотые медали. Сборную страны представляли 132 женщины.

## 01!Золотые медали
- Каноэ, мужчины — Адам ван Куверден.
- Велоспорт, женщины — Лори-Энн Мюнцер.
- Гимнастика, мужчины — Кайл Шьюфелт.

## 02!Серебряные медали
- Велоспорт, женщины — Marie-Hélène Prémont.
- Прыжки в воду, мужчины — Alexandre Despatie.
- Гимнастика, женщины — Karen Cockburn.
- Гребля, мужчины — Камерон Бирг, Джейк Ветцель, Томас Хершмиллер, Барни Уильямс.
- Парусный спорт, мужчины — Ross MacDonald, Mike Wolfs.
- Борьба, женщины — Tonya Verbeek.

## 03!Бронзовые медали
- Каноэ, мужчины — Адам ван Куверден.
- Каноэ, женщины — Каролин Брюне.
- Прыжки в воду, женщины — Блит Хартли, Эмили Хейманс.

## Результаты соревнований

### Академическая гребля
В следующий раунд из каждого заезда проходили несколько лучших экипажей (в зависимости от дисциплины). В финал A выходили 6 сильнейших экипажей, остальные разыгрывали места в утешительных финалах B-E.
Мужчины
| Соревнование | Спортсмены                | Предварительный заезд | Предварительный заезд | Предварительный заезд | Отборочный заезд | Отборочный заезд | Отборочный заезд | Полуфинал | Полуфинал | Полуфинал | Финал   | Финал   | Итоговое место |
| Соревнование | Спортсмены                | Заезд                 | Время                 | Место                 | Заезд            | Время            | Место            | Заезд     | Время     | Место     | Время   | Место   | Итоговое место |
| ------------ | ------------------------- | --------------------- | --------------------- | --------------------- | ---------------- | ---------------- | ---------------- | --------- | --------- | --------- | ------- | ------- | -------------- |
| двойки       | Дэвид Колдер Дейв Джарвис | 3                     | 6:56,23               | 2 Q                   | не участвовали   | не участвовали   | не участвовали   | 2         | EXCL      | —         | Финал B | Финал B | 12             |
| двойки       | Дэвид Колдер Дейв Джарвис | 3                     | 6:56,23               | 2 Q                   | не участвовали   | не участвовали   | не участвовали   | 2         | EXCL      | —         | DNS     |         | 12             |

### Плавание
Спортсменов — 5
В следующий раунд на каждой дистанции проходили лучшие спортсмены по времени, независимо от места занятого в своём заплыве.
Мужчины
| Спортсмен     | Соревнование        | Предварительные заплывы | Предварительные заплывы | Полуфиналы | Полуфиналы | Финал     | Финал     |
| Спортсмен     | Соревнование        | Результат               | Место                   | Результат  | Место      | Результат | Место     |
| ------------- | ------------------- | ----------------------- | ----------------------- | ---------- | ---------- | --------- | --------- |
| Эндрю Хёрд    | 400 м вольный стиль | 3:50,81 3:54,27         | 13                      |            |            | Не прошёл | Не прошёл |
| Марк Джонстон | 400 м вольный стиль | 3:54,27                 | 22                      |            |            | Не прошёл | Не прошёл |
| Брайан Джонс  | 400 м комплекс      | 4:21,10                 | 15                      |            |            | Не прошёл | Не прошёл |
| Кейт Биверс   | 400 м комплекс      | 4:21,47                 | 16                      |            |            | Не прошёл | Не прошёл |

Женщины
| Спортсменка     | Соревнование   | Предварительные заплывы | Предварительные заплывы | Полуфиналы | Полуфиналы | Финал     | Финал     |
| Спортсменка     | Соревнование   | Результат               | Место                   | Результат  | Место      | Результат | Место     |
| --------------- | -------------- | ----------------------- | ----------------------- | ---------- | ---------- | --------- | --------- |
| Элизабет Варден | 400 м комплекс | 4:46,27                 | 11                      |            |            | Не прошла | Не прошла |

### Софтбол
Спортсменов — 15
Состав команды
| Сборная Канады по софтболу | Сборная Канады по софтболу | Сборная Канады по софтболу | Сборная Канады по софтболу   | Сборная Канады по софтболу |
| №                          | Имя                        | Возраст и дата рождения    | Клуб                         | Игры                       |
| Питчеры                    | Питчеры                    | Питчеры                    | Питчеры                      | Питчеры                    |
| -------------------------- | -------------------------- | -------------------------- | ---------------------------- | -------------------------- |
| 3                          | Лорен Бэй                  | 9 августа 1981 (23 года)   | Уайт Рок                     | 5                          |
| 15                         | Анджела Ниус               | 18 августа 1983 (20 лет)   | Уайт Рок                     | 1                          |
| 24                         | Оберн Сигурдсон            | 6 апреля 1981 (23 года)    | Уайт Рок                     | 3                          |
| 27                         | Кайла Хольтц               | 26 сентября 1981 (22 года) | Канада                       | 1                          |
| Инфилдеры                  |                            |                            |                              |                            |
| 2                          | Эрин Уайт                  | 27 октября 1977 (26 лет)   | Канада                       | 7                          |
| 4                          | Шина Лоурик                | 22 июня 1983 (21 год)      | Калгари Дабл Даймондс        | 3                          |
| 9                          | Синди Иди                  | 21 сентября 1982 (21 год)  | Маркем Тайгерс               | 7                          |
| 10                         | Кристи Одамура             | 3 октября 1977 (26 лет)    | Канада                       | 7                          |
| 11                         | Анжела Лихти               | 30 декабря 1979 (24 года)  | Дельта Хит                   | 7                          |
| Аутфилдеры                 |                            |                            |                              |                            |
| 6                          | Рейчел Шилл                | 9 июня 1982 (22 года)      | Университет Саймона Фрейзера | 7                          |
| 7                          | Саша Ольсон                | 23 сентября 1976 (27 лет)  | Дельта Хит                   | 6                          |
| 17                         | Элисон Бредли              | 27 апреля 1979 (25 лет)    | Брэмптон Блейзерс            | 7                          |
| 32                         | Джеки Лейнс                | 9 мая 1974 (30 лет)        | Уайт Рок                     | 7                          |
| Кетчеры                    |                            |                            |                              |                            |
| 18                         | Эрин Кампстоун             | 4 ноября 1980 (23 года)    | Барнаби                      | 6                          |
| 22                         | Ким Саррадзин              | 17 сентября 1977 (26 лет)  | Канада                       | 5                          |

Результаты
Групповой этап
| Место | Команда   | В | П | ПВ | ПП |
| ----- | --------- | - | - | -- | -- |
| 1     | США       | 7 | 0 | 41 | 0  |
| 2     | Австралия | 6 | 1 | 22 | 14 |
| 3     | Япония    | 4 | 3 | 17 | 8  |
| 4     | Китай     | 3 | 4 | 15 | 20 |
| 5     | Канада    | 3 | 4 | 6  | 14 |
| 6     | Тайвань   | 2 | 5 | 3  | 13 |
| 7     | Греция    | 2 | 5 | 6  | 24 |
| 8     | Италия    | 1 | 6 | 8  | 24 |

| Команда | 1 | 2 | 3 | 4 | 5 | 6 | 7 | Всего |
| ------- | - | - | - | - | - | - | - | ----- |
| Канада  | 0 | 0 | 0 | 2 | 0 | 0 | X | 2     |
| Тайвань | 0 | 0 | 0 | 0 | 0 | 0 | 0 | 0     |

| Команда | 1 | 2 | 3 | 4 | 5 | 6 | 7 | Всего |
| ------- | - | - | - | - | - | - | - | ----- |
| Канада  | 0 | 0 | 0 | 0 | 0 | 0 | 0 | 0     |
| Греция  | 0 | 1 | 0 | 0 | 1 | 0 | 0 | 2     |

| Команда | 1 | 2 | 3 | 4 | 5 | 6 | 7 | Всего |
| ------- | - | - | - | - | - | - | - | ----- |
| Канада  | 0 | 0 | 0 | 2 | 0 | 0 | 0 | 2     |
| Китай   | 0 | 0 | 0 | 0 | 0 | 4 | 0 | 4     |

| Команда | 1 | 2 | 3 | 4 | 5 | 6 | 7 | 8 | Всего |
| ------- | - | - | - | - | - | - | - | - | ----- |
| Канада  | 0 | 0 | 0 | 0 | 0 | 0 | 0 | 1 | 1     |
| Япония  | 0 | 0 | 0 | 0 | 0 | 0 | 0 | 0 | 0     |

| Команда | 1 | 2 | 3 | 4 | 5 | Всего |
| ------- | - | - | - | - | - | ----- |
| Канада  | 0 | 0 | 0 | 2 | 0 | 0     |
| США     | 1 | 2 | 1 | 2 | 1 | 7     |

| Команда   | 1 | 2 | 3 | 4 | 5 | 6 | 7 | Всего |
| --------- | - | - | - | - | - | - | - | ----- |
| Канада    | 0 | 0 | 0 | 0 | 0 | 0 | 0 | 0     |
| Австралия | 0 | 1 | 0 | 0 | 0 | 0 | 0 | 1     |

| Команда | 1 | 2 | 3 | 4 | 5 | 6 | 7 | Всего |
| ------- | - | - | - | - | - | - | - | ----- |
| Канада  | 0 | 0 | 0 | 1 | 0 | 0 | X | 1     |
| Италия  | 0 | 0 | 0 | 0 | 0 | 0 | 0 | 0     |

### Стрельба из лука
Спортсменов — 1
Женщины
| Соревнование              | Спортсмен      | Квалификация | Квалификация | 1/32 финала                            | 1/16 финала           | 1/8 финала            | Четвертьфинал         | Полуфинал             | Финал                 | Место |
| Соревнование              | Спортсмен      | Результат    | Место        | Соперник Результат                     | Соперник Результат    | Соперник Результат    | Соперник Результат    | Соперник Результат    | Соперник Результат    | Место |
| ------------------------- | -------------- | ------------ | ------------ | -------------------------------------- | --------------------- | --------------------- | --------------------- | --------------------- | --------------------- | ----- |
| Индивидуальное первенство | Мари-Пьер Боде | 637          | 47           | Корнелия Пфоль (GER) (18) пор. 128:146 | Завершила выступление | Завершила выступление | Завершила выступление | Завершила выступление | Завершила выступление | 56    |